# 超穩定性
超穩定性（hyperstability）是穩定性理論中系統的一個特性，是指若系統的輸入限制在所有可能輸入中的一個子集，其状态向量仍需維持有界，此理論是羅馬尼亞控制工程學家瓦西里·M·波波夫在1964年提出。
一系統為超穩定性，若存在二個常數{\displaystyle k_{1}\geq 0,k_{2}\geq 0}，使得系統的任何軌跡都滿足以下不等式：
{\displaystyle \|x(t)\|<k_{1}\|x(0)\|+k_{2},\,\forall t\geq 0}
超穩定性常用在自适应控制系統中，在系統參數未知或存在不確定性的情形，仍可使系統穩定。

## 外部連結
- I. Landau. . Transactions on Automatic Control. 1969-10, 14 (5): 552 – 555. doi:10.1109/TAC.1969.1099237.